# Scopula despoliata
Scopula despoliata là một loài bướm đêm trong họ Geometridae.